# Curtomartino
Curtomartino (o Cortomartino) è il nome di diverse contrade del comune di Acquaviva delle Fonti, nella città metropolitana di Bari, ubicate tra l'Ospedale Miulli e il confine con Cassano delle Murge e Santeramo in Colle.

## Monumenti e luoghi d'interesse

### Collone
- Ospedale generale regionale Francesco Miulli

### Grotta di Curtomartino
La grotta di Curtomarino è una cavità carsica, la cui formazione risale a circa 2 milioni di anni fa, che si trova nei pressi di Acquaviva delle Fonti, nell'omonima contrada, al confine con il territorio di Cassano delle Murge.